# هيرنه
هِرن أو هيرنه (بالألمانية: Herne)‏ مدينة غربي ألمانيا وسط ولاية شمال الراين - وستفاليا. تقع في منطقة حوض الرور مباشرة بين مدينتي بوخوم وغلسنكيرشن.

## التاريخ
كمعظم المدن الأخرى في المنطقة كان هيرنه قرية صغيرة حتى القرن التاسع عشر. وعندما بدأ استخراج الفحم وإنتاج الفولاذ، أضحت قرى منطقة الرور مدناً.
تشمل هيرنه الحالية المستوطنات السابقة هيرنه، فانه وأيكل. تأسست المزارع التي تحمل هذه الأسماء في القرنين الحادي عشر والثاني عشر. بدأت في عام 1860 أولى عمليات استخراج فحم المناجم. في ثلاثين عاماً التالية ازداد عدد السكان عشرين ضعفاً. وسميت هيرنه لأول مرة بالمدينة. جرت نفس العملية في فانه وأيكل، واللتان اندمجتا في عام 1926 لتشكيل مدينة فانه-أيكل الجديدة. في عام 1975 والذي بحلوله باتت فانه-أيكل مدينة بأكثر من 70,000 ساكن، دمجت الأخيرة في هيرنه.

### الحرب العالمية الثانية
استهدف سلاح الجو الملكي البريطاني هيرنه في 4 حزيران عام 1940، مبكراً في الحرب العالمية الثانية. أسقطت ثلاث قنابل شديدة الانفجار ودمر منزل واحد.
في فانه-أيكل، تم تفجير مصفاة النفط كروب ترايبستوففركه بالقرب من شامروك المحلية 3/4 مناجم الفحم خلال.

## المُدن المُتؤامة
- هينان بومونت، فرنسا، مُنذ 1954
- ويكفيلد، إنجلترا، المملكة المتحدة، مُنذ 1956[8]
- نيكاراغوا أوميتيبي، نيكاراغوا، مُنذ 1988
- روسيا بيلغورود، روسيا، مُنذ 1990
- ألمانيا أيسليبن، ساكسونيا أنهالت، ألمانيا، مُنذ 1990
- بولندا كونين، بولندا مُنذ 1991

## معرض الصور

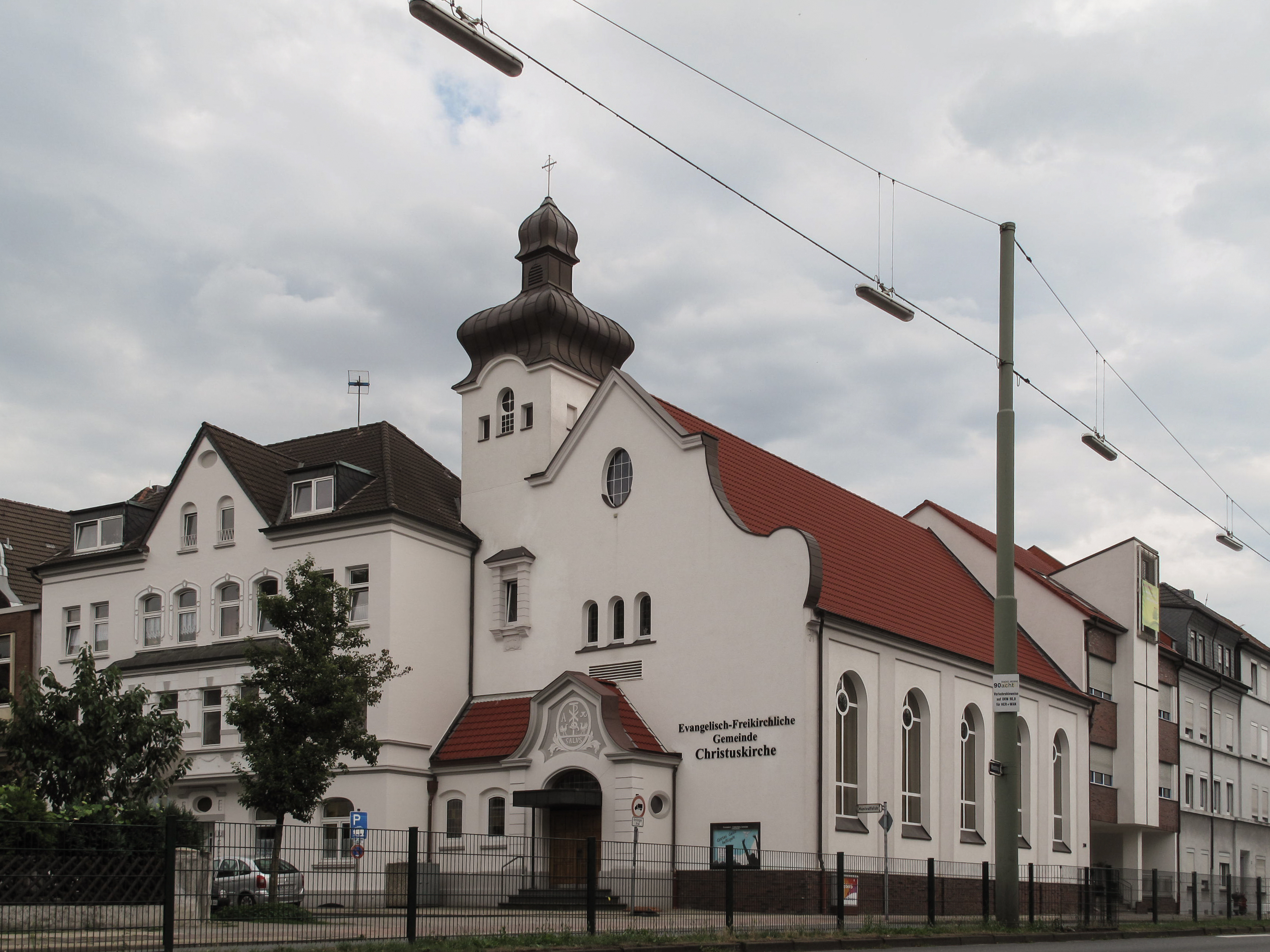
كنيسة في هيرنه
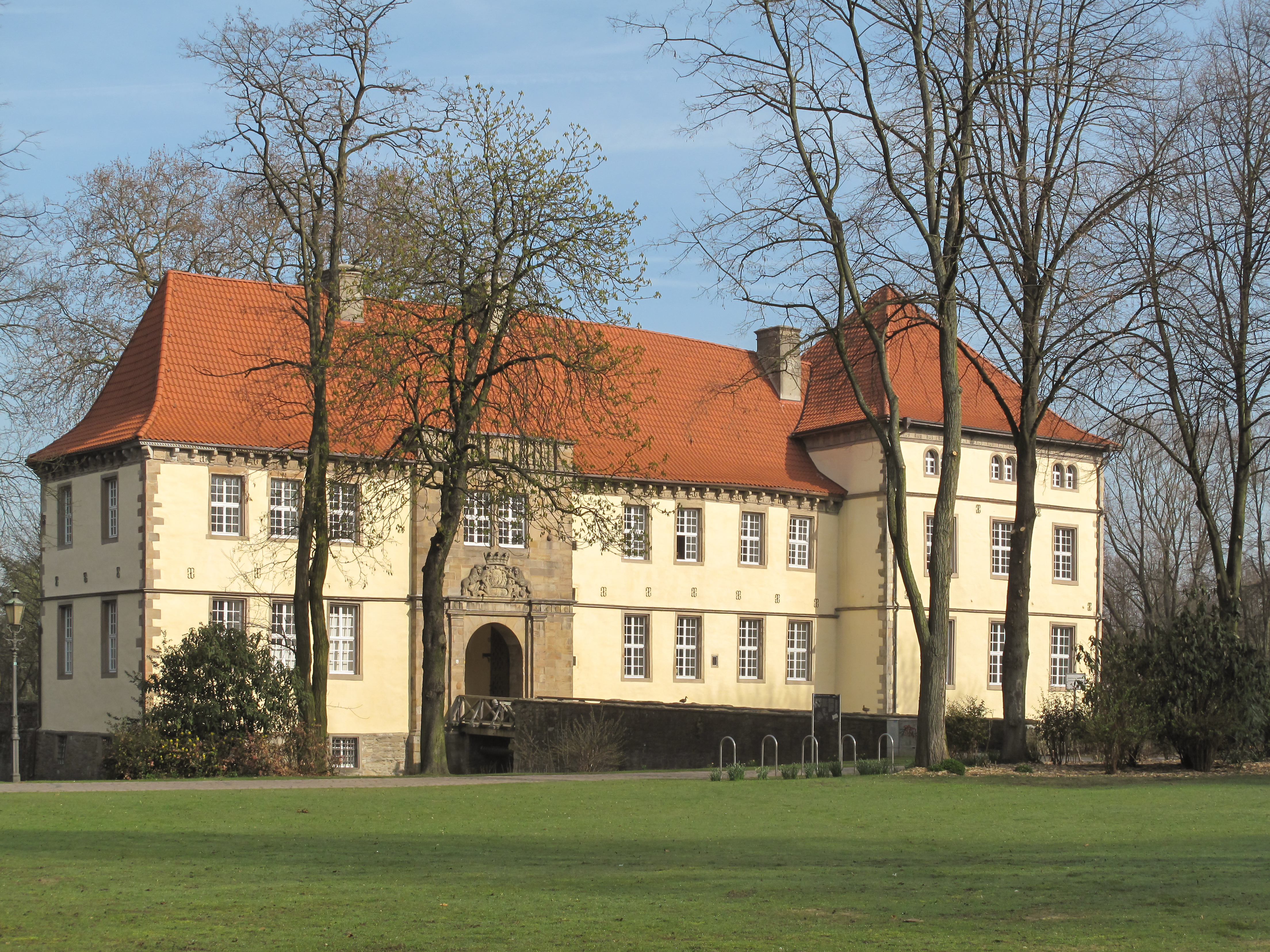
قلعة شترونكيده
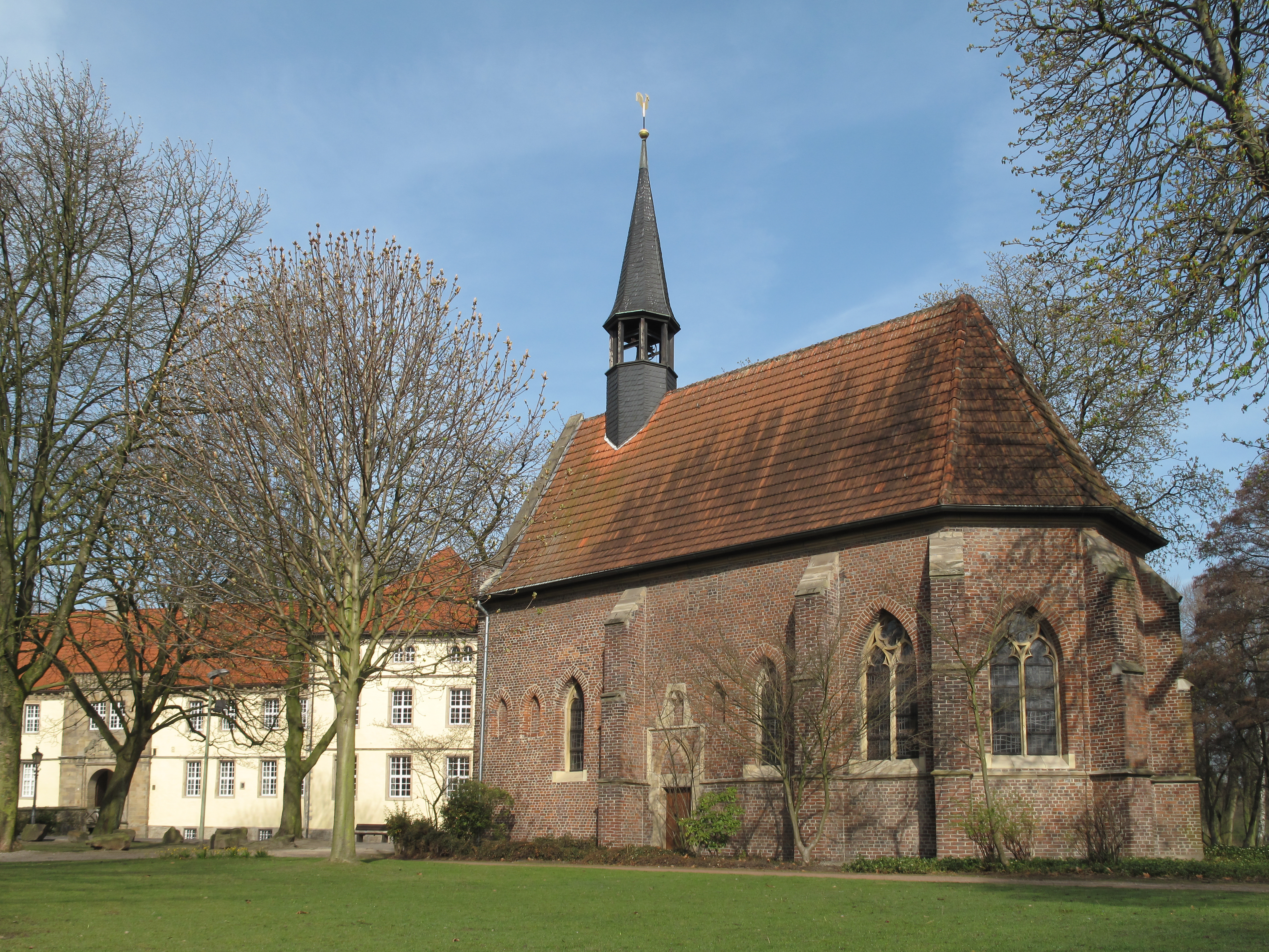

## أعلام
- مانويل لينز
- برند شتورك
- روديغر فيتيغ
- فيرنر براندت
- لودغر لومان